# Olympische Sommerspiele 1972/Leichtathletik – 10.000 m (Männer)
Der 10.000-Meter-Lauf der Männer bei den Olympischen Spielen 1972 in München wurde am 31. August und 3. September 1972 im Olympiastadion München ausgetragen. 51 Athleten nahmen teil.
Olympiasieger wurde der Finne Lasse Virén, der im Finale mit 27:38,35 min einen neuen Weltrekord aufstellte. Die Silbermedaille gewann der Belgier Emiel Puttemans, Bronze ging an den Äthiopier Miruts Yifter.
Für die Bundesrepublik Deutschland – offiziell Deutschland – starteten Günter Mielke und Manfred Letzerich. Beide schieden in den Vorläufen aus, Mielke gab sein Rennen auf, Letzerich wurde Vierzehnter seines Vorlaufs.

Auch die beiden Schweizer Werner Dössegger und Albrecht Moser schieden in der Vorrunde aus.

Läufer aus der DDR, Österreich und Liechtenstein nahmen nicht teil.

## Rekorde

### Bestehende Rekorde
| Weltrekord         | 27:39,4 min | Ron Clarke ( Australien) | Oslo, Norwegen  | 14. Juli 1965    |
| Olympischer Rekord | 28:24,4 min | Billy Mills ( USA)       | OS Tokio, Japan | 14. Oktober 1964 |

### Rekordverbesserungen
Der bestehende olympische Rekord wurde einmal verbessert, anschließend wurde auch der Weltrekord einmal gesteigert:
- Olympiarekord: 27:53,4 min – Emiel Puttemans (Belgien), erster Vorlauf am 31. August
- Weltrekord: 27:38,35 min – Lasse Virén (Finnland), Finale am 3. September

## Durchführung des Wettbewerbs
Die Athleten traten am 31. August zu insgesamt drei Vorläufen an. Die jeweils ersten Vier – hellblau unterlegt – sowie die nachfolgend drei Zeitschnellsten – hellgrün unterlegt – erreichten das Finale am 3. September.

## Zeitplan
31. August, 17:30 Uhr: Vorläufe

3. September, 17:15 Uhr: Finale

## Vorrunde
Datum: 31. August 1972, ab 17:30 Uhr

### Vorlauf 1

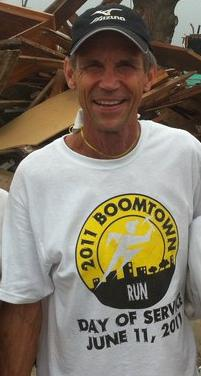
Jeff Galloway (Foto: 2011) – ausgeschieden als Elfter des ersten Vorlaufs
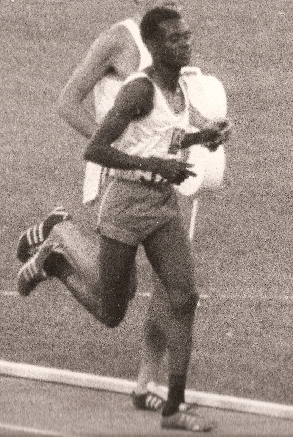
Naftali Temu (hier bei den Spielen 1968, bei denen er Gold über 10.000 Meter gewann) erreichte als Zwölfter des ersten Vorlaufs nicht das Finale

| Platz | Name                 | Nation           | Zeit        | Anmerkung |
| ----- | -------------------- | ---------------- | ----------- | --------- |
| 1     | Emiel Puttemans      | Belgien          | 27:53,4 min | OR        |
| 2     | David Bedford        | Großbritannien   | 27:53,6 min |           |
| 3     | Javer Álvarez        | Spanien          | 28:08,6 min |           |
| 4     | Abdelkader Zaddem    | Tunesien         | 28:14,8 min |           |
| 5     | Josef Jánský         | Tschechoslowakei | 28:23,2 min |           |
| 6     | Anatoli Badrankow    | Sowjetunion      | 28:35,8 min |           |
| 7     | Noël Tijou           | Frankreich       | 28:36,2 min |           |
| 8     | Werner Dössegger     | Schweiz          | 28:36,4 min |           |
| 9     | Tadesse Wolde-Medhin | Äthiopien        | 28:45,4 min |           |
| 10    | Akio Usami           | Japan            | 29:24,8 min |           |
| 11    | Jeff Galloway        | USA              | 29:35,0 min |           |
| 12    | Naftali Temu         | Kenia            | 30:19,6 min |           |
| 13    | Esaie Fongang        | Kamerun          | 31:32,6 min |           |
| 14    | Phang Cue Suppiah    | Singapur         | 31:59,2 min |           |
| 15    | Crispin Quispe       | Bolivien         | 32:31,8 min |           |
| 16    | Giuseppe Cindolo     | Italien          | 33:03,4 min |           |
| DNF   | Günter Mielke        | BR Deutschland   |             |           |
| DNF   | Usaia Sotutu         | Fidschi          |             |           |

### Vorlauf 2

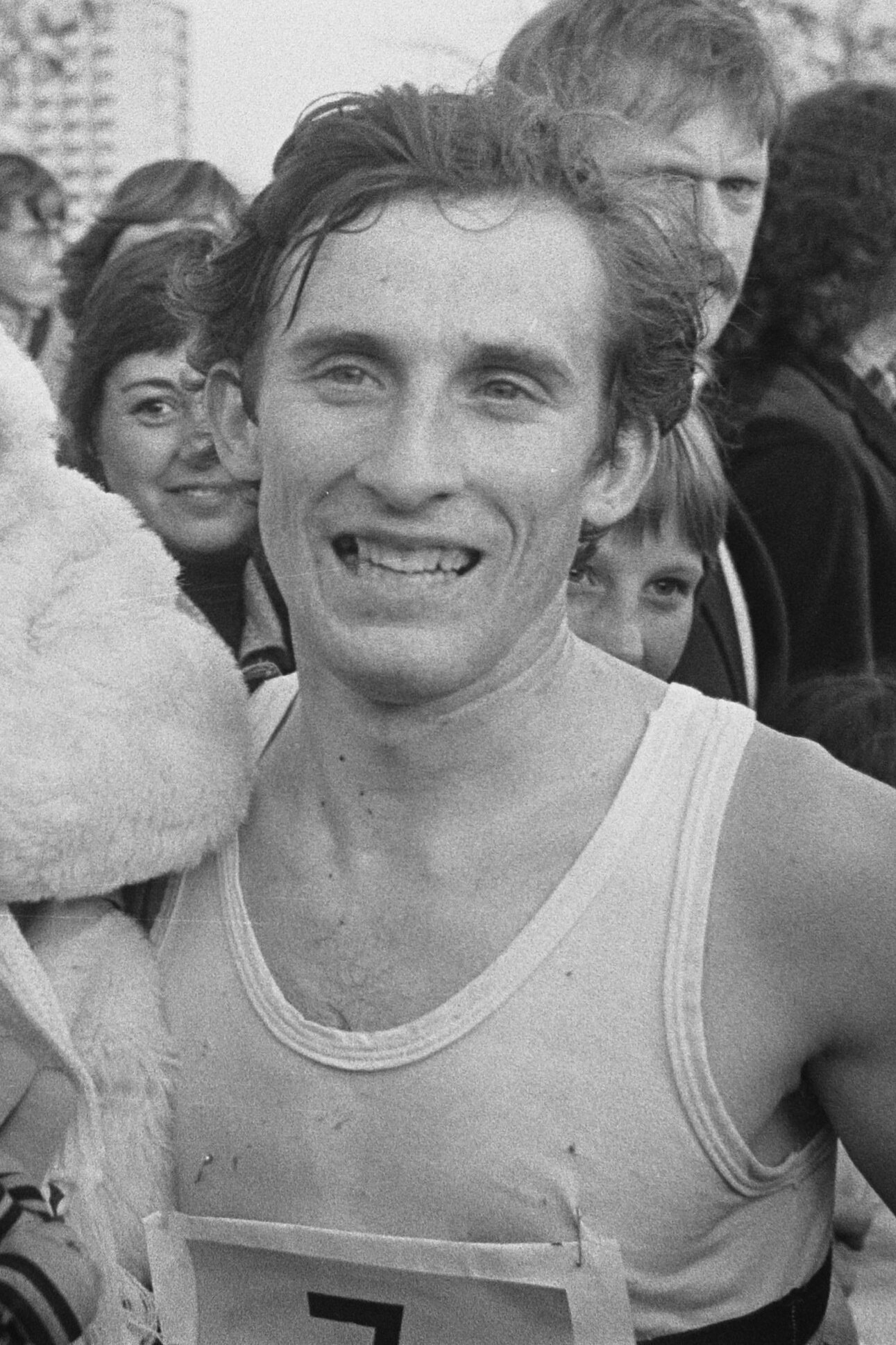
Karel Lismont – als Neunter des zweiten Vorlaufs schied er aus – eine Woche später gewann er Silber im Marathonlauf

| Platz | Name                   | Nation         | Zeit        |
| ----- | ---------------------- | -------------- | ----------- |
| 1     | Mohamed Gammoudi       | Tunesien       | 27:54,8 min |
| 2     | Mariano Haro           | Spanien        | 27:56,0 min |
| 3     | Frank Shorter          | USA            | 27:58,2 min |
| 4     | Lasse Virén            | Finnland       | 28:04,4 min |
| 5     | Paul Mose              | Kenia          | 28:18,8 min |
| 6     | Raschid Scharafetdinow | Sowjetunion    | 28:24,6 min |
| 7     | Wohib Masresha         | Äthiopien      | 28:28,2 min |
| 8     | Pedro Miranda          | Mexiko         | 28:35,8 min |
| 9     | Karel Lismont          | Belgien        | 28:41,8 min |
| 10    | Neil Cusack            | Irland         | 28:45,8 min |
| 11    | Dave Holt              | Großbritannien | 28:46,8 min |
| 12    | Keisuke Sawaki         | Japan          | 29:29,0 min |
| 13    | Rafael Pérez           | Costa Rica     | 29:36,6 min |
| 14    | Julio Quevedo          | Guatemala      | 30:08,4 min |
| 15    | Abdel Hamid Khamis     | Ägypten        | 30:19,2 min |
| 16    | Lucien Rosa            | Ceylon         | 30:20,2 min |
| DNF   | Richard Mabuza         | Swasiland      |             |
| DNS   | Abdi Gulet             | Somalia        |             |
| DNS   | Per Halle              | Norwegen       |             |

### Vorlauf 3

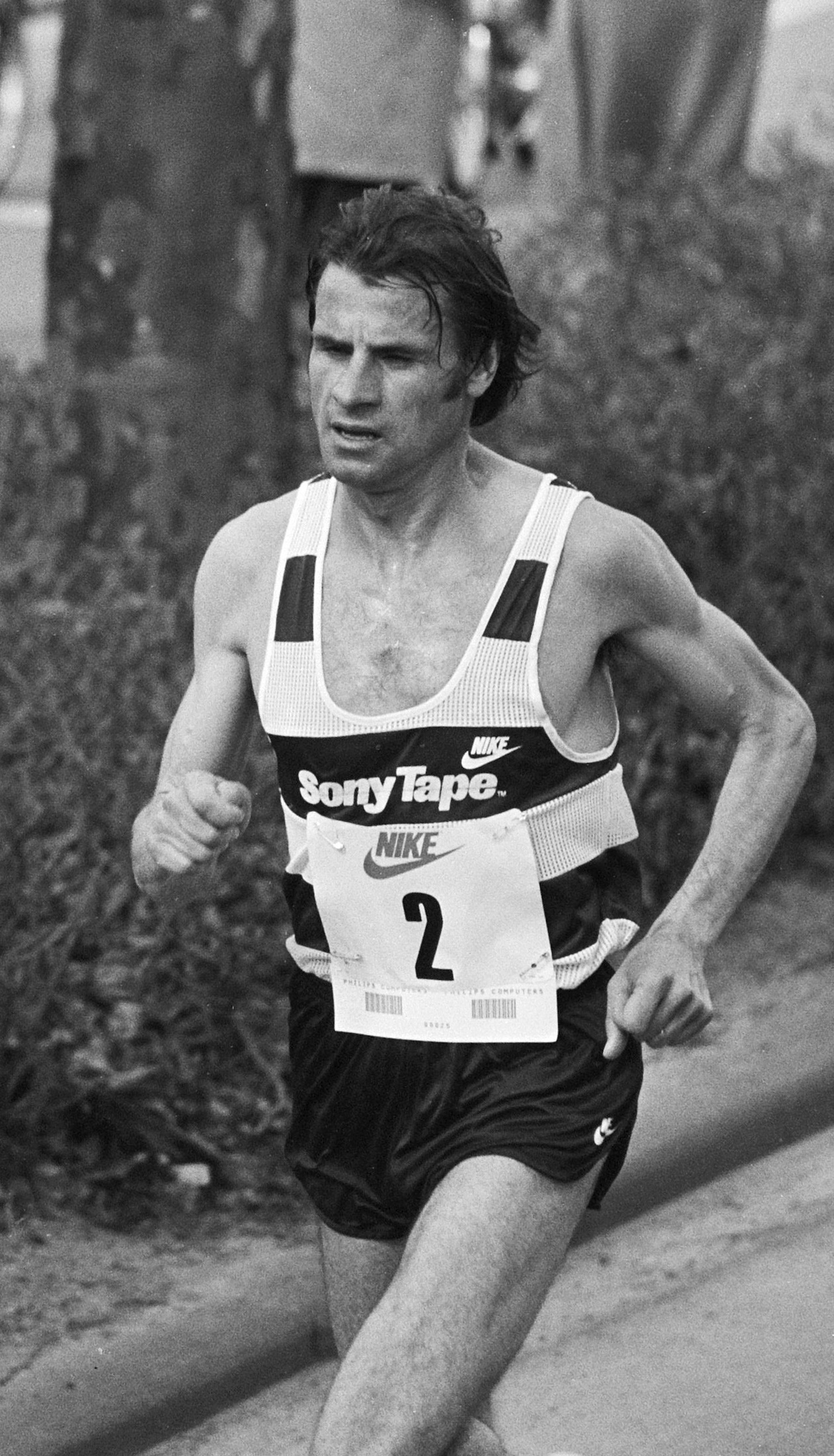
Carlos Lopes – 1976 Olympiazweiter über 10.000 Meter und 1984 Marathon-Olympiasieger – scheiterte als Neunter des dritten Vorlaufs

| Platz | Name              | Nation         | Zeit        |
| ----- | ----------------- | -------------- | ----------- |
| 1     | Miruts Yifter     | Äthiopien      | 28:18,2 min |
| 2     | Willy Polleunis   | Belgien        | 28:19,8 min |
| 3     | Pawlo Andrejew    | Sowjetunion    | 28:21,0 min |
| 4     | Dane Korica       | Jugoslawien    | 28:22,2 min |
| 5     | Juan Martínez     | Mexiko         | 28:23,2 min |
| 6     | Lachie Stewart    | USA            | 28:31,4 min |
| 7     | Arne Risa         | Norwegen       | 28:31,8 min |
| 8     | Jon Anderson      | USA            | 28:34,2 min |
| 9     | Carlos Lopes      | Portugal       | 28:53,6 min |
| 10    | Albrecht Moser    | Schweiz        | 29:05,8 min |
| 11    | Richard Juma      | Kenia          | 29:13,0 min |
| 12    | Domingo Tibaduiza | Kolumbien      | 29:24,0 min |
| 13    | Shag Mousa Medani | Sudan          | 29:32,8 min |
| 14    | Manfred Letzerich | BR Deutschland | 29:37,8 min |
| 15    | Hikmet Şen        | Türkei         | 29:51,8 min |
| DNF   | Anilus Joseph     | Haiti          |             |
| DNF   | Gavin Thorley     | Neuseeland     |             |
| DNS   | Juha Väätäinen    | Finnland       |             |
| DNS   | Edmundo Warnke    | Chile          |             |

## Finale

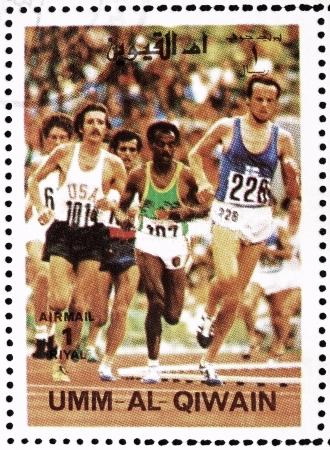
Finalszene auf einer Briefmarke des Emirats Umm al-Qaiwain aus dem Jahr 1972: rechts Olympiasieger Lasse Virén, in der Mitte im grünen Trikot Miruts Yifter, links Frank Shorter

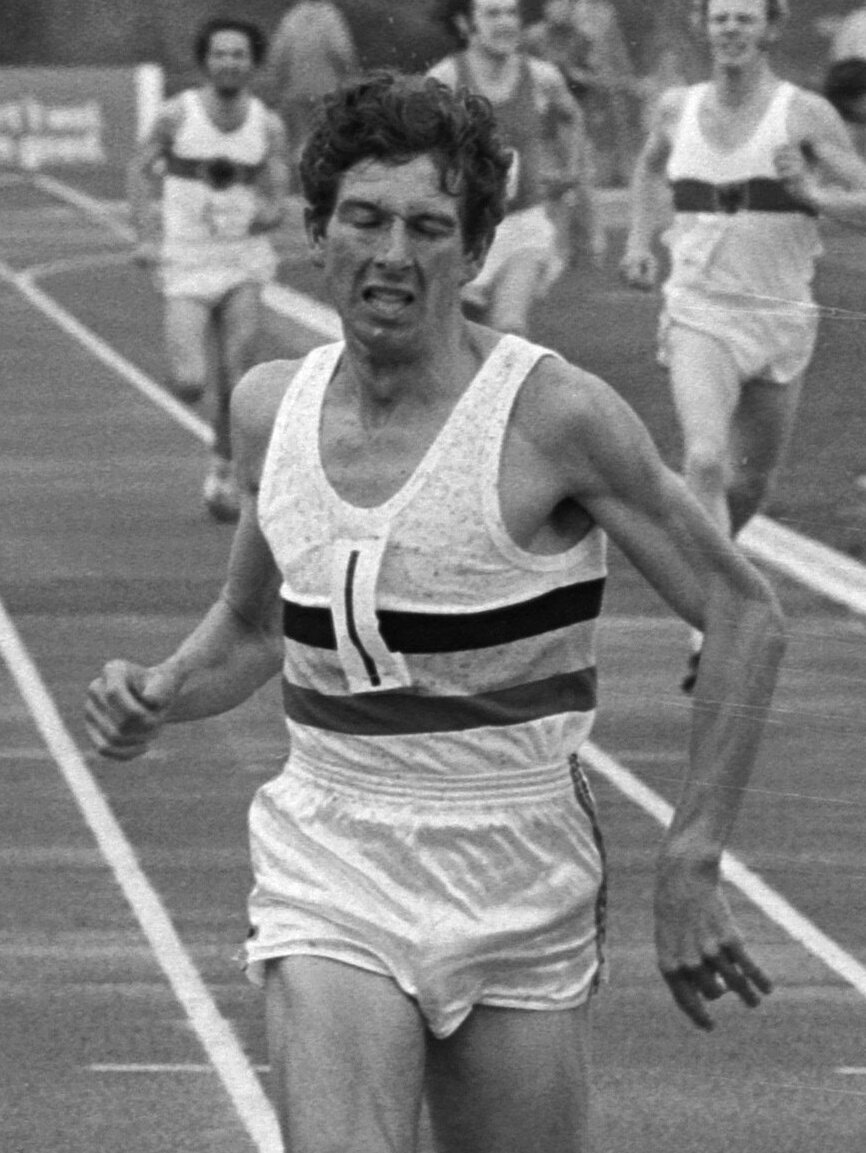
Emiel Puttemans (in einem Rennen des Jahres 1974) gewann die Silbermedaille

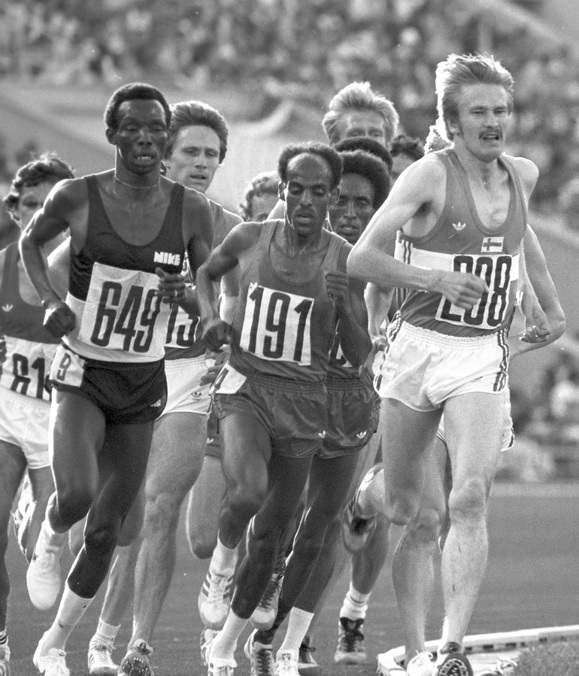
Bronze gab es für Miruts Yifter (hier mit Nr. 191 bei den Spielen 1980, als er auf beiden Bahn-Langstrecken Olympiasieger wurde)

Datum: 3. ;September 1972, 17:15 Uhr
| Platz | Name              | Nation           | Zeit         | Anmerkung |
| ----- | ----------------- | ---------------- | ------------ | --------- |
| 1     | Lasse Virén       | Finnland         | 27:38,35 min | WR        |
| 2     | Emiel Puttemans   | Belgien          | 27:39,35 min |           |
| 3     | Miruts Yifter     | Äthiopien        | 27:40,96 min |           |
| 4     | Mariano Haro      | Spanien          | 27:48,14 min |           |
| 5     | Frank Shorter     | USA              | 27:51,32 min |           |
| 6     | David Bedford     | Großbritannien   | 28:05,44 min |           |
| 7     | Dane Korica       | Jugoslawien      | 28:15,18 min |           |
| 8     | Abdelkader Zaddem | Tunesien         | 28:18,17 min |           |
| 9     | Josef Jánský      | Tschechoslowakei | 28:23,59 min |           |
| 10    | Juan Martínez     | Mexiko           | 28:44,08 min |           |
| 11    | Pawlo Andrejew    | Sowjetunion      | 28:46,27 min |           |
| 12    | Javier Álvarez    | Spanien          | 28:56,38 min |           |
| 13    | Paul Mose         | Kenia            | 29:02,87 min |           |
| 14    | Willy Polleunis   | Belgien          | 29:10,15 min |           |
| DNF   | Mohamed Gammoudi  | Tunesien         |              |           |

| Zwischenzeiten      | Zwischenzeiten | Zwischenzeiten | Zwischenzeiten |
| Zwischenzeit- Marke | Zwischenzeit   | Führender      | 1000-m-Zeit    |
| ------------------- | -------------- | -------------- | -------------- |
| 1000 m              | 2:36,8 min     | David Bedford  | 2:36,8 min     |
| 2000 m              | 5:18,8 min     | David Bedford  | 2:42,0 min     |
| 3000 m              | 8:06,4 min     | David Bedford  | 2:47,6 min     |
| 4000 m              | 10:55,4 min    | David Bedford  | 2:49,0 min     |
| 5000 m              | 13:43,9 min    | David Bedford  | 2:48,5 min     |
| 6000 m              | 16:35,7 min    | David Bedford  | 2:51,8 min     |
| 7000 m              | 19:27,7 min    | Lasse Virén    | 2:52,0 min     |
| 8000 m              | 22:17,7 min    | Lasse Virén    | 2:50,0 min     |
| 9000 m              | 25:09,2 min    | Lasse Virén    | 2:51,5 min     |
| 10.000 m            | 27:38,4 min    | Lasse Virén    | 2:29,2 min     |

Es gab ein so großes Starterfeld, dass es notwendig wurde, Vorläufe auf dieser Langstrecke durchzuführen. Das hatte es zuletzt bei den Olympischen Spielen 1920 in Antwerpen gegeben. Schon in diesen Vorausscheidungen wurden schnelle Zeiten gelaufen. Fünf Athleten unterboten die 28-Minuten-Marke, gleich im ersten Vorlauf verbesserte der Belgier Emiel Puttemans den olympischen Rekord des US-Amerikaners Billy Mills von 1964 um mehr als eine halbe Minute.
Der Ausgang des Rennens war offen, es gab einen größeren Favoritenkreis. Häufig genannt wurden der finnische Doppeleuropameister von 1971 über 5000 und 10.000 Meter Juha Väätäinen sein Landsmann Lasse Virén, der im Vorlauf so starke Puttemans, der Tunesier Mohamed Gammoudi, 1968 Olympiasieger über 5000 Meter und Olympiazweiter über 10.000 Meter, sowie der Brite David Bedford.
Bedford, der wegen seiner Spurtschwäche darauf angewiesen war, seine Tempohärte auf der Strecke auszuspielen, ging wie bei den Europameisterschaften im Jahr zuvor gleich vom Start weg in Führung und hielt das Tempo bis zur 2000-Meter-Marke hoch. Anschließend verlangsamte sich das Rennen etwas, blieb jedoch auf einem hohen Niveau. Bedford lief weiter an der Spitze. In der zwölften Runde hatte sich eine neunköpfige Spitzengruppe gebildet. Auf der Gegengeraden kam es zu einer Berührung zwischen dem an vierter Stelle laufenden Puttemans und dem auflaufenden Virén. Der Finne kam zu Fall, der Tunesier Gammoudi hinter ihm stolperte über Virén und blieb angeschlagen zunächst liegen. Virén konnte sich schnell aufrappeln und das Rennen als Achter wieder aufnehmen. Noch vor der Zielgeraden derselben Runde war er wieder zu der Gruppe aufgelaufen. Auch Gammoudi versuchte es noch einmal, gab jedoch nach anderthalb weiteren Runden den Wettkampf auf.
Nach ca. 6000 Metern übernahm Virén die Führung, die Geschwindigkeit blieb bis zur 9000-Meter-Marke ziemlich konstant. Nach und nach riss das Feld immer mehr auseinander. Fünf Runden vor dem Ziel waren noch fünf Läufer zusammen: Virén, der Spanier Mariano Haro, der Äthiopier Miruts Yifter, Puttemans und der US-Amerikaner Frank Shorter. Auf der vorletzten Runde übernahm Haro die Spitze und forcierte noch einmal. Shorter fiel nun zurück. 600 Meter vor dem Ziel verschärfte Virén, auch Haro konnte jetzt nicht mehr folgen. Puttemans und Yifter kämpften um den Anschluss, aber Virén gewann nun immer mehr Abstand zu seinen Verfolgern. Dahinter gab es ebenfalls eine Lücke von Puttemans zu Yifter. Auf der Gegengeraden der letzten Runde versuchte der Belgier noch einmal alles, verkürzte den Rückstand und kam fast noch einmal an den Führenden heran. Aber Lasse Virén war nicht mehr aufzuhalten und gewann mit ca. sieben Metern Vorsprung die Goldmedaille vor Emiel Puttemans und löschte dabei trotz seines Sturzes Ron Clarkes mehr als sieben Jahre bestehenden Weltrekord. Bronze ging an Miruts Yifter, der deutlich vor Mariano Haro blieb. Hinter Frank Shorter kam David Bedford als Sechster ins Ziel.
Für Lasse Virén war es der erste von zwei Olympiasiegen in München. Eine Woche später triumphierte er über 5000 Meter.
Im dreizehnten olympischen Finale gewann Virén die sechste Goldmedaille für Finnland über 10.000 Meter.

Emiel Puttemans errang die erste belgische Medaille in dieser Disziplin.

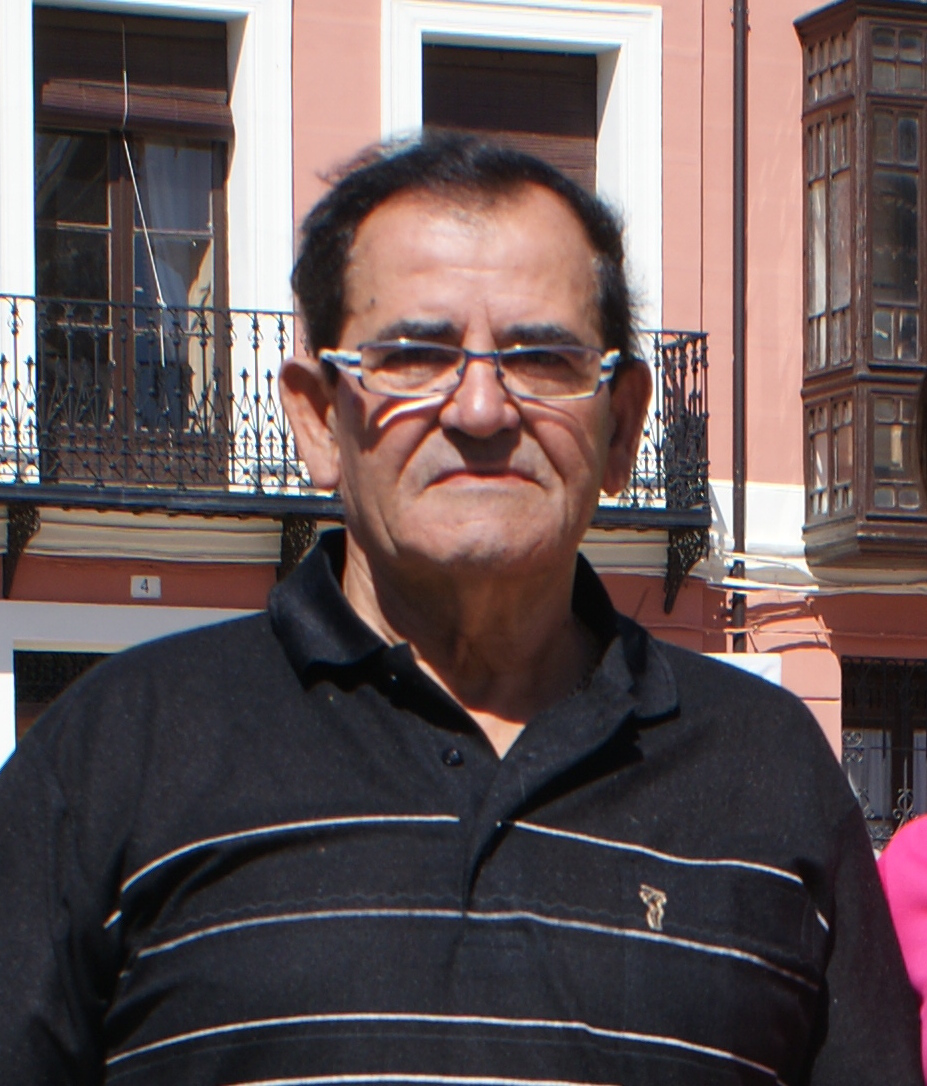
Mariano Haro (Foto: 2012) belegte Rang vier
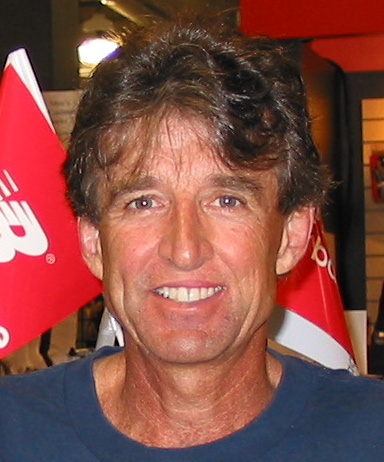
Der fünftplatzierte Frank Shorter (Foto: 2002) gewann sieben Tage später den Marathonlauf
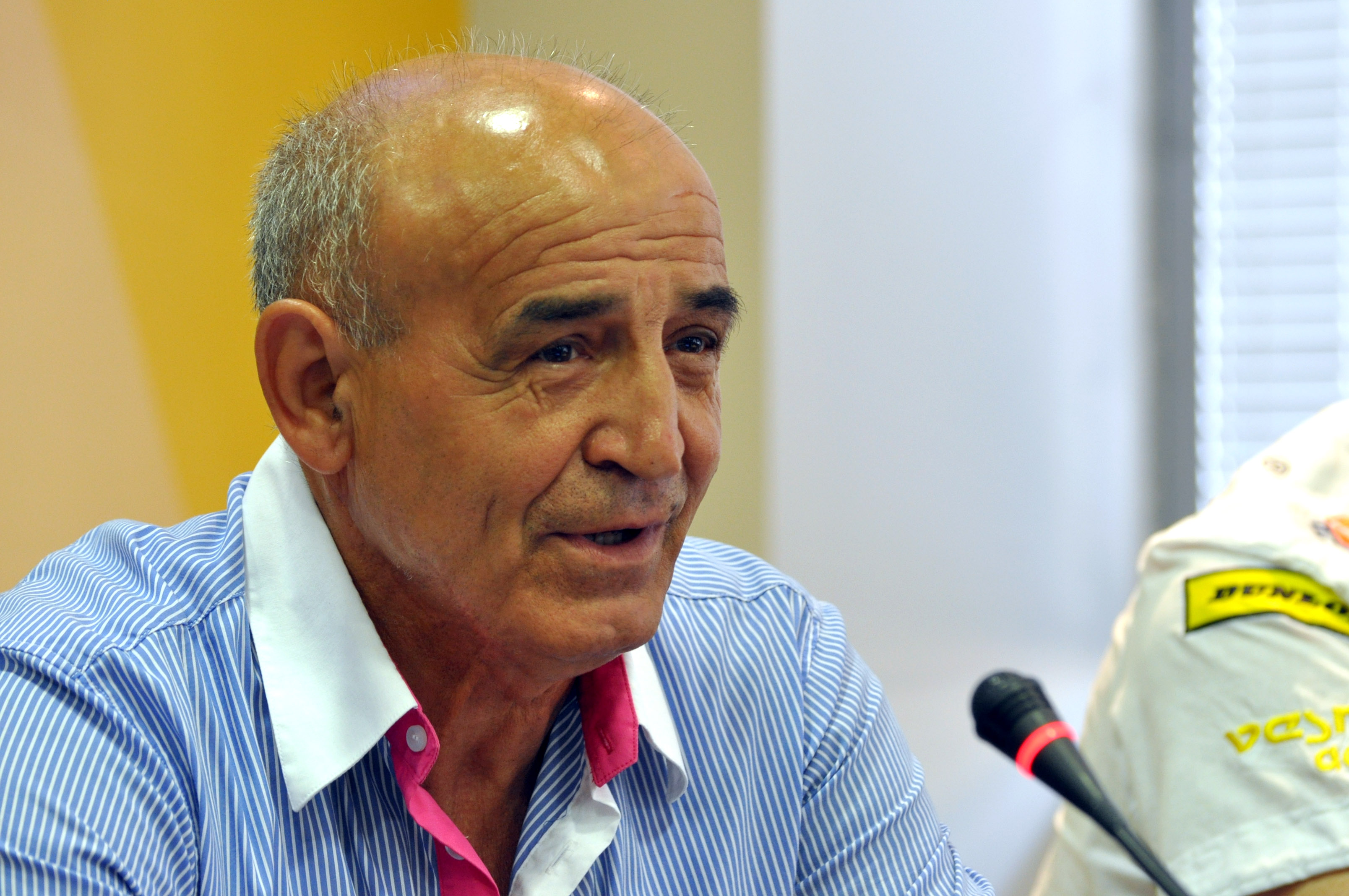
Dane Korica (hier im Jahr 2012) kam auf den sechsten Platz

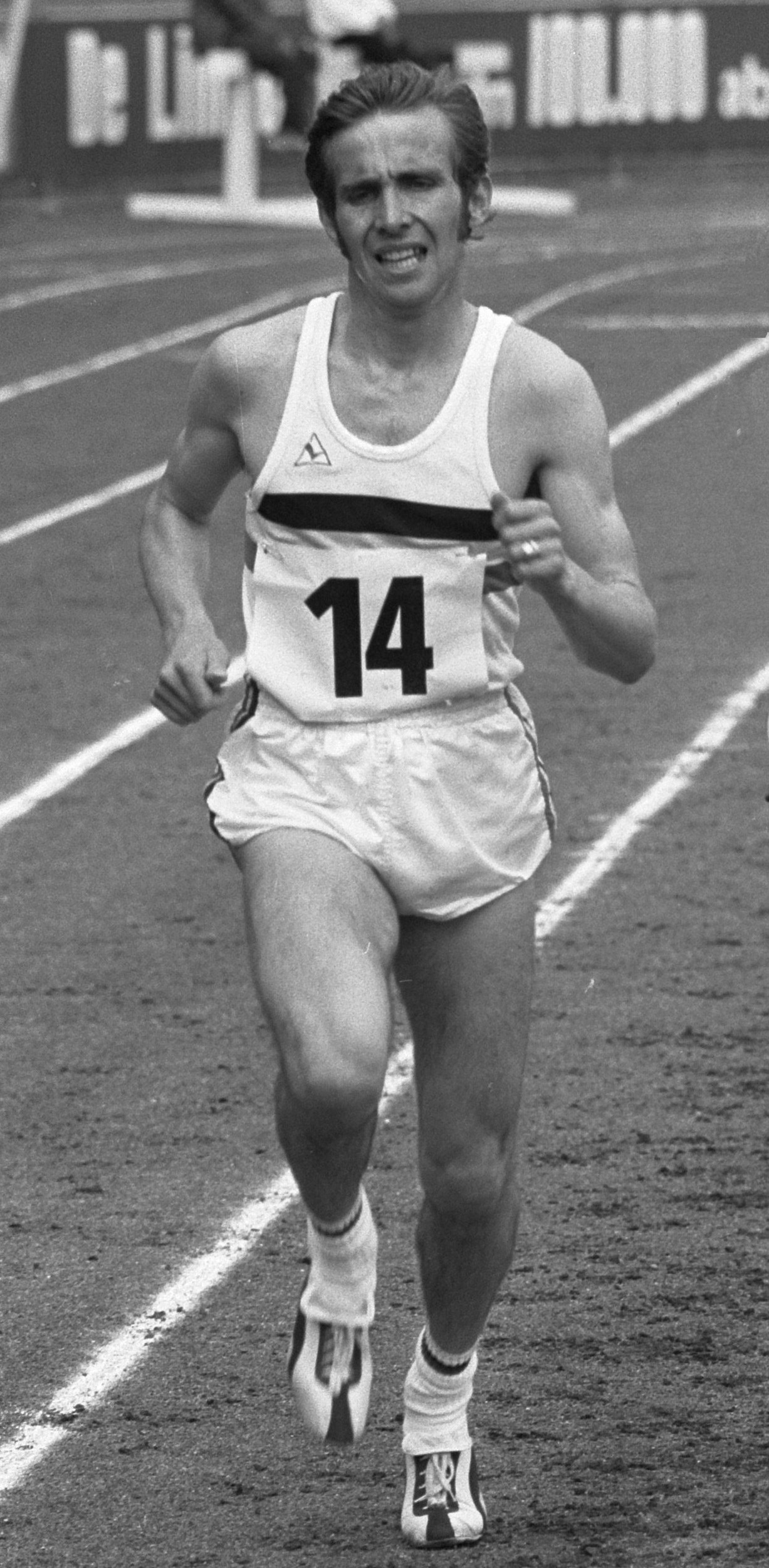
Willy Polleunis erreichte Platz vierzehn
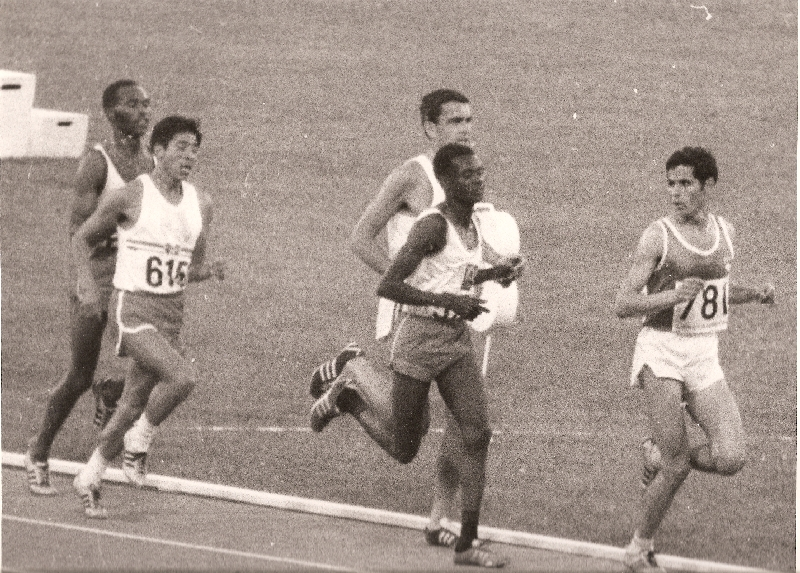
Mohamed Gammoudi – hier in führender Position bei seinem Olympiasieg 1968 über 5000 Meter – gab das Rennen nach einem Sturz auf

## Videolinks
- Lasse Virén takes 10,000m Olympic Gold - Munich 1972 Olympics, youtube.com, abgerufen am 28. September 2021
- München 1972: 10.000 m, youtube.com, abgerufen am 20. November 2017